# Pulau Duroa
Pulau Duroa är en ö i Indonesien.   Den ligger i provinsen Moluckerna, i den östra delen av landet, 2 900 km öster om huvudstaden Jakarta. Arean är 13,7 kvadratkilometer.
Terrängen på Pulau Duroa är mycket platt. Öns högsta punkt är 39 meter över havet. Den sträcker sig 3,0 kilometer i nord-sydlig riktning, och 7,1 kilometer i öst-västlig riktning.